# Медов, Давид
Давид Медов (англ. David Medoff, Медовый, Медофф; 22 января 1888, Елисаветград, Елисаветградский уезд, Херсонская губерния, Российская империя — 28 августа 1978, Нью-Йорк, США) — российский и американский театральный актёр, певец еврейского происхождения (тенор). Пел на идише, русском, украинском, английском. Один из руководителей союза еврейских актёров США.

## Биография
Давид Медов родился 22 января 1888 года в Елисаветграде в еврейской семье. В 1900 году семья переехала в Кременчуг, где мальчик начал свою творческую биографию в «Божьем хоре» под руководством кантора Аврама Аренштейна. Позже отец Давида получил должность управляющего пунктом заготовки древесины в Бобруйске, где в 1907 году и началась театральная карьера юноши. Здесь он присоединился к работе украинской театральной труппы. К началу Первой мировой войны выступал в составе украинских трупп Суходольского, Гайдамаки-Вертепова, Мещерского и др. В этот период женился на Раисе Соловьевой. Актерская семья много гастролировала по Российской империи и миру. Во время гастролей в Японии 1915 году (в разгар Первой мировой войны) супруги эмигрировали в США.
Американский дебют Давида Медового состоялся в 1915 году в Чикаго на сцене Имперского театра Йозефа Кесслера и Сары Адлер в оперетте А. Гольдфадена «Шуламис» и «Бар-Кохба». В 1916 году Давид Медов заключил контракт с Нью-Йоркским национальным театром Бориса Томашевского, где стал солистом оперетты Иосифа Румшинского (9.4.1881-6.2.1956) «Сломанная скрипка» (ария из неё «Их бренг Айх а Грус фин дер Хейм» стала «визитной карточкой» актера). В начале 20-х годов работал в российско-украинском театре «Бублички».
В 1926 году фирма «Колумбия» выпустила пластинку Д. Медова (D. Medoff) «Крутится, вертится», на которой записано его исполнение известного русского романса середины XIX века «Крутится, вертится шар голубой».
12 декабря 1930 на сцене еврейского театра «Кунст» в Бронксе (Нью-Йорк) Давид Медов сыграл в переведенной на идиш пьесе И. Котляревского «Наталка-Полтавка». В этот же период подписал контракты с фирмами грамзаписи Columbia, Victor, Brunswick. Репертуар певца составили преимущественно еврейские, украинские и русские народные песни и городские романсы, среди них всем известные хиты — «Эй, ну-ка, ребята, к оружию», «Пусти меня, мама», «У соседа дом белый», «Слой голубой», «Гимн свободной России», «Яблочко», «Варшавянка», «Маруся отравилась», «Fin Wiegel Biss in Keiwer», «In Shtedtele Nikolayev» и др.
Умер в августе 1978 года в Квинсе, Нью-Йорк, США. Похоронен на еврейском кладбище «Маунт-Хеброн».

## Семья
- Сын — Сэм Медов (сменил имя на Дик Мэннинг, Dick Manning[англ.], 1912−1991) — артист, пианист и аранжировщик.